# James Failla
James Failla, detto Jimmy Brown (New York, 22 gennaio 1919 – Texas, 5 agosto 1999), è stato un mafioso statunitense, figura di spicco all'interno della famiglia Gambino, dove ricopriva il ruolo di caporegime di alto rango. Failla esercitava una notevole influenza nel settore della raccolta dei rifiuti a New York. La sua squadra aveva base a Brooklyn, ma le sue attività si estendevano anche a Staten Island, Manhattan e nel New Jersey.

## Biografia
Failla crebbe nel quartiere di Bensonhurst, a Brooklyn, una zona fortemente influenzata dalle cinque famiglie di New York. In seguito si trasferì in una casa modesta a Staten Island. Nel 1951, fu condannato per scommesse clandestine e gioco d'azzardo illegale, ricevendo una multa di 25 dollari. Negli anni Cinquanta, Failla strinse un rapporto stretto con Carlo Gambino, all’epoca sottocapo di Albert Anastasia, il boss di quella che sarebbe poi diventata la famiglia Gambino. Successivamente, Failla divenne l’autista e guardia del corpo personale di Gambino. Dopo l’omicidio di Anastasia nel 1957, il nuovo capo, Carlo Gambino, lo nominò responsabile delle operazioni della famiglia nel settore della raccolta dei rifiuti.
Nel 1966, Failla venne nuovamente multato per attività di scommesse illegali. Nel 1970, fu accusato di oltraggio alla corte per essersi rifiutato di testimoniare davanti a un gran giurì, ma l’accusa venne poi archiviata. Entro il 1971, Failla aveva raggiunto il grado di caporegime all’interno della famiglia Gambino.

## Carriera criminale
Failla era considerato uno dei più rispettati e temuti uomini di racket di New York, oltre che uno dei più prolifici generatori di denaro nella storia della malavita cittadina. Residente nel quartiere di Ocean Breeze, a Staten Island, il soprannome "Jimmy Brown" gli fu attribuito per la sua predilezione per gli abiti color marrone. Nonostante il suo potere e la sua ricchezza, Failla conduceva uno stile di vita modesto.
Le forze dell’ordine lo descrivevano come estremamente prudente e sempre all’erta contro le intercettazioni elettroniche. Failla godeva della reputazione di essere uno dei mafiosi più riservati in assoluto. Nel 1983, mentre l’FBI stava intercettando l’abitazione del boss dei Gambino, Paul Castellano, Failla partecipò a centinaia di ore di riunioni, ma in sei mesi di registrazioni pronunciò appena una decina di parole. Per evitare le intercettazioni, non installò mai un telefono fisso nel suo circolo sociale di Bensonhurst. Al contrario, appese al muro un poster raffigurante uno scarafaggio con le cuffie, accompagnato dalla scritta: "I nostri microfoni hanno le orecchie". Questa sua attenzione quasi paranoica alla sicurezza gli permise di sfuggire a procedimenti penali per molti anni.
Failla guidava una vasta squadra impegnata in usura, gioco d'azzardo illegale ed estorsioni. Tra i membri della sua cerchia figuravano mafiosi di rango come Joseph "Joey Cigars" Francolino, Joseph "the Cat" LaForte, Anthony Vitta, Thomas "Tommy Sparrow" Spinelli, Louis Astuto, Nunzio Squillante, Philip Mazzara e Angelo Paccione. Il suo più fidato confidente era Bill "Willy The Fox" Martoccia, un amico d'infanzia conosciuto ai tempi della scuola elementare. Martoccia era rispettato anche ai piani alti della famiglia per la sua abilità nelle trattative, che gli permisero di gestire la maggior parte dei contratti legali per la raccolta dei rifiuti. Non era un segreto che il settore della nettezza urbana e dei trasporti a lungo raggio di New York fosse, in larga parte, sotto il controllo di Failla. Martoccia supervisionava anche le pratiche assicurative e la gestione dei sinistri legati a queste attività. A New York, Failla e Martoccia si incontravano spesso presso il Veterans and Friends Social Club, all'angolo tra la 86ª Strada e la 14ª Avenue a Bensonhurst. Durante l'inverno, invece, si trasferivano con le rispettive famiglie al Diplomat Resort, un lussuoso complesso fronte mare vicino a Fort Lauderdale, in Florida.
Failla e i suoi uomini erano notoriamente discreti: evitavano di farsi vedere in pubblico con certe persone e utilizzavano spesso la celebre tecnica del "cammina e parla" per sfuggire alle intercettazioni, persino quando si trattava di affari legittimi. Pur essendo temuto per la sua fama di operatore duro e spietato, Failla gestì gran parte dei suoi affari in modo apparentemente legale, il che lo protesse per anni da incriminazioni gravi. La sua abilità nel mantenere un profilo basso e nel muoversi con cautela gli consentì di evitare la prigione per lungo tempo, e lo consacrò come uno dei maggiori generatori di entrate nella storia della famiglia Gambino.
Tuttavia, dopo anni di tentativi falliti da parte dell'FBI di incastrarlo, Failla fu infine arrestato e condannato per cospirazione per omicidio, grazie soprattutto alle rivelazioni del pentito Sammy "The Bull" Gravano.

### Il racket dei rifiuti
Per trent’anni, Failla mantenne il controllo sulla Trade Waste Association of Greater New York, l’associazione che riuniva le imprese di raccolta rifiuti dell’area metropolitana di New York. Attraverso questa posizione, Failla dirottava il 50% delle quote associative direttamente nelle casse della famiglia Gambino. Era lui a decidere l’assegnazione delle rotte di raccolta e a fissare i prezzi dei servizi. Le aziende associate non potevano cambiare fornitore né servirsi di autisti non iscritti al sindacato. Per impedire a eventuali concorrenti di entrare nel mercato newyorkese, Failla faceva ampio ricorso a minacce e intimidazioni.
Nel 1993, la Browning-Ferris Industries (BFI), un colosso nazionale della raccolta rifiuti con sede a Houston, tentò di avviare le proprie operazioni a New York. Nel febbraio di quell’anno, un dirigente della compagnia trovò la testa mozzata di un cane sulla soglia di casa sua, nella contea di Rockland, New York. Nella bocca dell’animale era stato infilato un biglietto con la scritta: "Benvenuti a New York". A causa di questo controllo mafioso, le imprese newyorkesi arrivavano a pagare il doppio in tariffe per la raccolta dei rifiuti rispetto alle loro controparti di città come Chicago, Los Angeles e Boston. Grazie anche al dominio esercitato sulla Sezione Locale 813 dei Teamsters, il sindacato degli autisti di camion della nettezza urbana, Failla riuscì a estorcere centinaia di milioni di dollari alle attività commerciali della città.
Lo stesso John Gotti, una volta diventato capo della famiglia Gambino, fu intercettato dall’FBI mentre si vantava: 
Jimmy Brown, lui ha preso l’industria dei rifiuti e l’ha trasformata in un negozio di caramelle.

### L'era Castellano
Nel 1976, alla morte di Carlo Gambino, Failla assunse temporaneamente la guida della famiglia come boss facente funzione. Tuttavia, la successione ufficiale andò a Paul Castellano. Failla seppe costruire un rapporto solido con il nuovo capo, incontrandolo regolarmente ogni settimana nella sontuosa villa di Castellano a Todt Hill, Staten Island.
Il 16 dicembre 1985, Failla si trovava al Sparks Steak House, nel cuore di Midtown Manhattan, in attesa di Castellano per discutere questioni interne alla famiglia. Ma, all’arrivo di Castellano davanti al ristorante, un commando armato, legato al caporegime John Gotti, lo freddò sul marciapiede in un agguato sanguinoso che cambiò gli equilibri di potere. Poco dopo l’assassinio, Gotti assunse il controllo della famiglia Gambino. Nonostante i legami stretti tra Failla e il defunto Castellano, Gotti decise di confermare Failla alla guida dei redditizi racket della raccolta dei rifiuti, riconoscendone il valore strategico per le casse della famiglia.

### L'era Gotti
Col passare del tempo, Failla rafforzò la sua alleanza con la potente famiglia criminale Genovese. Secondo voci di corridoio, i vertici dei Genovese avrebbero persino pianificato di insediare Failla come nuovo boss dei Gambino, dopo un fallito attentato contro l’allora capo John Gotti.
Nel 1986, a seguito delle registrazioni effettuate nel 1983 nella casa di Castellano, Failla venne incriminato con l’accusa di associazione a delinquere di stampo mafioso. Tuttavia, nel giugno 1987, fu assolto dalle accuse federali. La motivazione principale dell’assoluzione fu proprio il suo silenzio quasi totale nelle intercettazioni: non vi era materiale sufficiente a suo carico.
Nel 1989, Failla fu coinvolto nell’omicidio di Thomas Spinelli, un mafioso della famiglia Gambino e membro della sua stessa squadra. Spinelli aveva recentemente testimoniato davanti a un gran giurì ed era atteso per un secondo interrogatorio. Per impedirgli di collaborare ulteriormente con le autorità, il sottocapo Sammy Gravano ordinò la sua eliminazione. Spinelli venne ucciso all’interno di una fabbrica a Brooklyn.
Nel dicembre 1990, quando John Gotti finì in carcere in attesa di processo, nominò Failla come boss facente funzione della famiglia Gambino. Dopo l’incarcerazione di Gotti, Failla condivise la leadership operativa della famiglia con Peter Gotti, fino a quando quest’ultimo ne assunse il controllo completo.

## Arresto e condanna
Nel 1991, Sammy Gravano decise di collaborare con le autorità e, diventando testimone del governo, accusò Failla di essere coinvolto nell’omicidio di Thomas Spinelli del 1989.
Nell’aprile 1993, Failla fu formalmente incriminato per associazione a delinquere e per l’omicidio di Spinelli.
Nel 1994, accettò un patteggiamento e si dichiarò colpevole di un capo d’imputazione per cospirazione finalizzata all’omicidio. Durante la fase della sentenza, Failla si presentò in aula appoggiandosi a delle stampelle, mentre il suo avvocato chiese clemenza, sottolineando i gravi problemi cardiaci e l’ipertensione del suo assistito. Nonostante la richiesta, Failla venne condannato a sette anni di reclusione.

## Morte
Il 5 agosto 1999, James Failla morì per cause naturali in un carcere federale del Texas.